# Dolichobostrychus granulifrons
Dolichobostrychus granulifrons är en skalbaggsart som först beskrevs av Pierre Lesne 1895.  Dolichobostrychus granulifrons ingår i släktet Dolichobostrychus och familjen kapuschongbaggar. Inga underarter finns listade i Catalogue of Life.